# 다솜투어
다솜투어는 전세버스 및 해상 여객 운송 업체로 1970년에 설립되었다.
본사는 경기도 수원시 권선구 경수대로 261 번지에 있다.
주로 통근버스 노선을 비롯해 전세버스, 여객선 운송사업을 주력으로 하고 있는 전세버스 및 여객선운송업체이다. 다솜투어와는 아무런 관련이 없다.

## 주요사업과 업무
다솜투어는 전세 및 관세 버스 및 운송업을 주 업종으로 하였으나 최근엔 여행사로 사업을 확장하여 단체 여행, 수학여행, 성지 순례, 국내 여행, 해외여행 등 해상 여객 운송 업체로 제공하고 있다.

## 연혁
- 1970년 4월: 다솜투어 주식회사 설립
- 1977년 7월: 선박운행 사업 면허 취득
- 1990년 5월: ISO 9001 인증 석탑산업훈장 수상
- 1994년 10월: 전국전세버스 공제가입
- 2008년 1월: 제주도 - 득량도 - 장흥 간 카페리 1척 운항 개시
- 2012년 3월: 제주도 - 삼천포 간 카페리 1척 운항 개시

## 해상 여객
장흥, 추자도, 제주 간 카 페리 여객선을 운행하고 있다. 여객선은 3척으로 다솜카훼리 1호, 카훼리 3호, 오렌지호가 운항 중이다. 2014년에는 사천시로부터 삼천포 - 제주 여객선 정기운항 사업자로 선정됐다.
- 다솜카훼리 1호: 6327 TON급, 20노트, 정원 975명
- 다솜카훼리 3호: 606 TON급, 15노트, 정원 255명
- 다솜 오렌지호: 3032 TON급, 34노트, 정원 572명

장흥 - 제주 간 노선은 1일 2 ~ 3회 운항하며, 장흥 - 제주, 장흥 간 노선은 하루 1회 운항한다.